# Мазар (мавзолей)

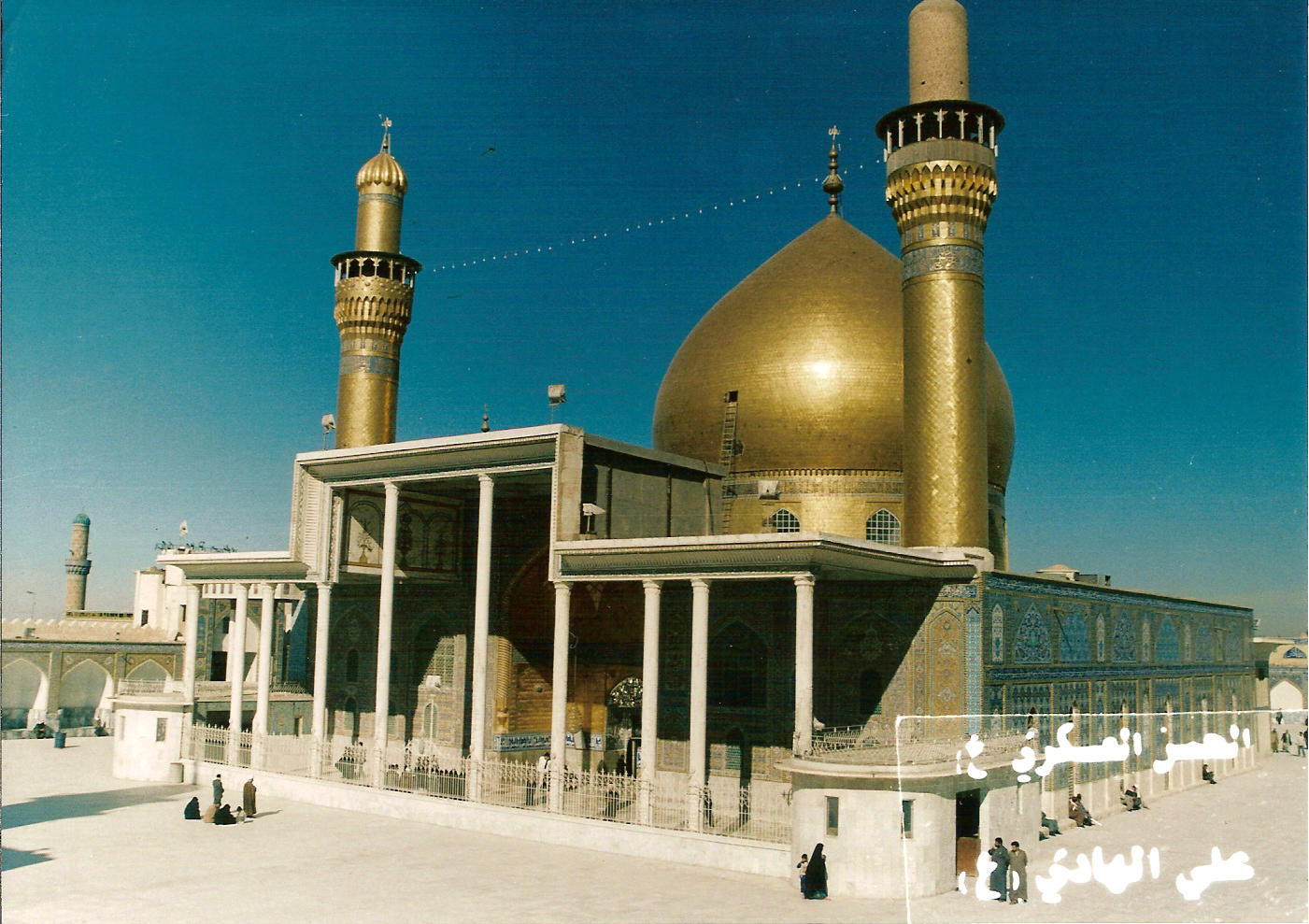
Мечеть аль-Аскари в Самарре

Маза́р (араб. مزار‎ — букв. «место, которое посещают») — могила мусульманского «святого» (авлия).

## История
В первые века исламской истории поклонение каким-либо объектам считалось проявлением язычества. До середины X века даже могила Мухаммада не была предметом поклонения. В конце IX века зафиксировано сооружение мавзолеев (макамов) и мечетей над могилами сподвижников Пророка (асхабов) и почитаемых исламских богословов (улемов). Культ «святых» и их могил быстро развивается с конца X века. Особенно большую роль в этом сыграл суфизм, в котором существует почитание духовных наставников (муршидов, шейхов) и традиция посещения их могил (зиярат). Суфии считали, что молитвы, переданные через шейхов-посредников, действеннее тех, которые обращены непосредственно к Аллаху.

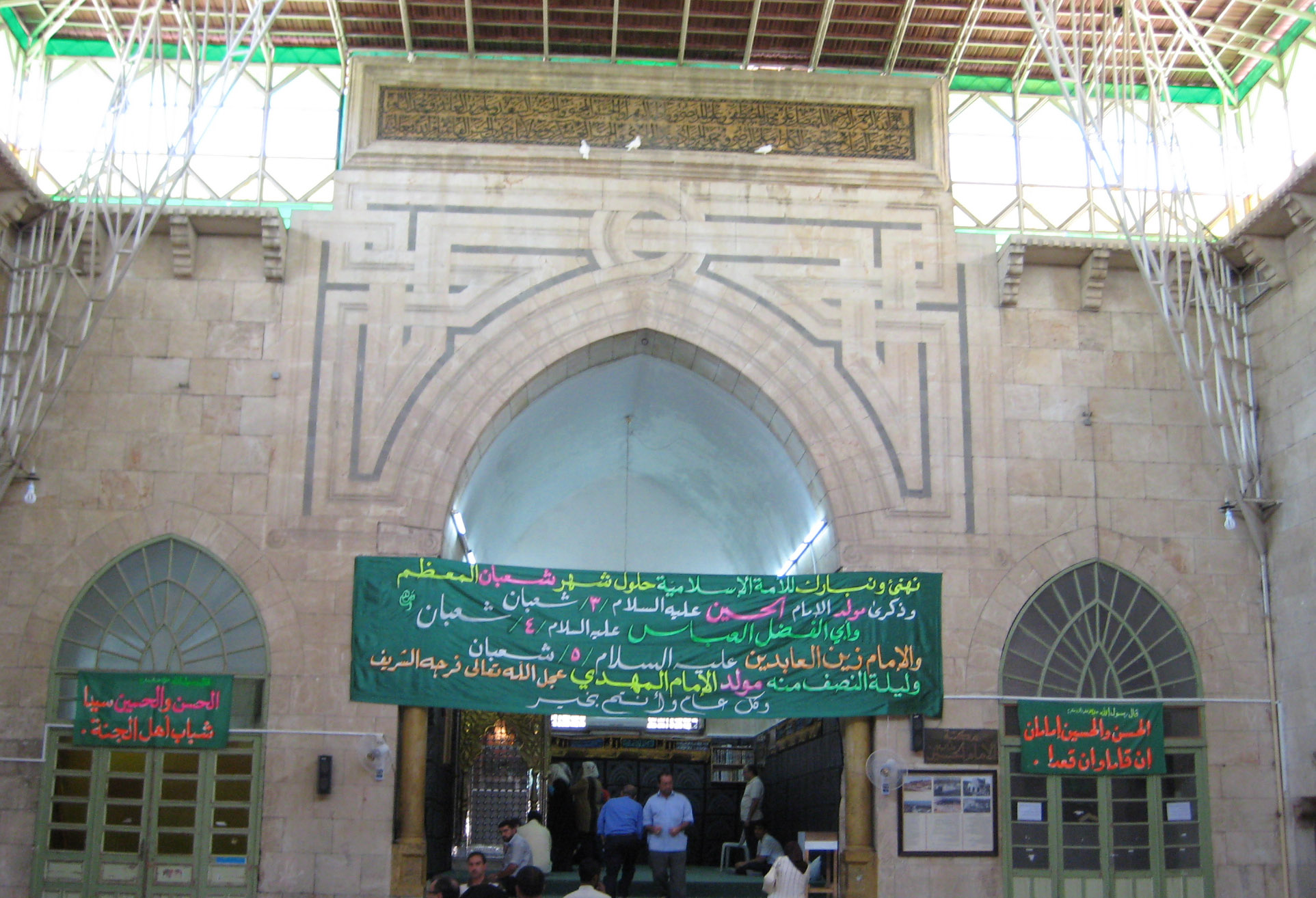
Машхад аль-Хусейн в Халебе

Объектом поклонения становятся также места, связанные с библейскими и кораническими пророками. Первоначально могилы «святых», как и другие религиозные достопримечательности, назывались машхадами. Вокруг мазаров иногда появляются мечети и обители. Нередко они становятся ядром целых городов (Мазари-Шариф в Афганистане, Неджеф в Ираке и др.).